# 세르조 마타렐라
세르조 마타렐라(이탈리아어: Sergio Mattarella, 문화어: 쎄르지오 마따렐라, 1941년 7월 23일~)는 이탈리아의 재판관이자 정치인이다. 1983년부터 2008년까지 국회의원으로 일했으며, 1989년부터 1990년까지 교육부 장관을, 1999년부터 2001년까지 국방부 장관을 지냈다. 2011년 헌법재판소의 재판관이 되었다. 민주당 소속이며, 그는 민주당의 창당을 도운 적이 있다. 2015년 1월 31일 대선에서 당선되었으며, 2월 3일 취임하였다.

## 생애
1941년 팔레르모의 시칠리아인 집안에서 태어났다. 아버지 베르나르도 마타렐라는 알치데 데 가스페리와 함께 했던 반파시스트 정치인이었고, 기독교도로서 이탈리아 정치사에서 50여년 가량을 함께 한 기독교민주당(이하 기민당)의 창당 발기인이자, 몇 번이나 장관을 했던 인물이었다. 형인 피에르산티 마타렐라도 기민당 소속 정치인으로 1978년부터 1980년 시칠리아 마피아에게 암살될 때까지 시칠리아의 대통령을 지냈다.
유년 시절 이탈리아 최대의 가톨릭 단체인 가톨릭 행동(Azione Cattolica)의 일원으로 있었다. 팔레르모 대학교에서 법학을 전공했으며, 훗날 그곳에서 법학교수가 되어 의회 운영 절차(parliamentary procedure)를 가르쳤다.

## 정치 경력
1980년 시칠리아의 대통령으로 재직하던 형이 암살된 것을 계기로 정계에 입문했다. 당시 현장에서 피를 흘리던 형을 안고 병원으로 달려가는 모습이 대중들에게 각인되었으며, 1983년 기민당 내 좌파계열 - 엔리코 베를링게르의 공산당과의 협상에 찬성했던 - 하원의원으로 당선되어 원내에 진입했다. 이듬해 치리아코 데 미타에 의해 마피아 척결을 명목으로 기민당 총무직을 맡게 되었다. 1985년 젊은 변호사 레올루카 오를란도를 도왔다. 오를란도는 세르지오의 형과 함께 했던 인물이었고, 훗날 팔레르모의 시장이 되었다.

### 장관
조반니 고리아 내각부터 치리아코 데 미타 내각까지 의회를 장악하고 있던 기민당 소속으로, 의회장관으로 임명되었다. 이후 줄리오 안드레오티의 6차 내각 시절이던 1989년 교육부 장관으로 임명되었다. 그러나 바로 이듬해 내각의 총사퇴와 함께 사임했다.
1990년 기민당의 부총무로 임명되었으며, 2년 뒤 사임했고, 당 신문 일 포폴로(Il Popolo)의 편집장으로 2년 간 일했다. 1994년 실비오 베를루스코니의 신당 이탈리아의 힘(FI; Forza Italia)과의 연합을 거부했던 당 총재 로코 부티글리오네와의 마찰로 편집장을 사임했다. 바로 전 해 국민투표 때 소위 '마타렐리움(Mattarellum)'으로 불리는 새 선거법을 작성했다. 1994년 '탄젠토폴리(Tangentopoli)'로 알려진 부패 스캔들로 기민당이 해산되자, 그는 다른 기민당 창당 발기인들과 함께 인민당의 창당을 도왔고, 그는 다시 국민회의에 당선되었다. 1996년 당 총재 로코 부티글리오네가 베를루스코니의 FI 쪽으로 이동하자 그는 당을 탈당했다.

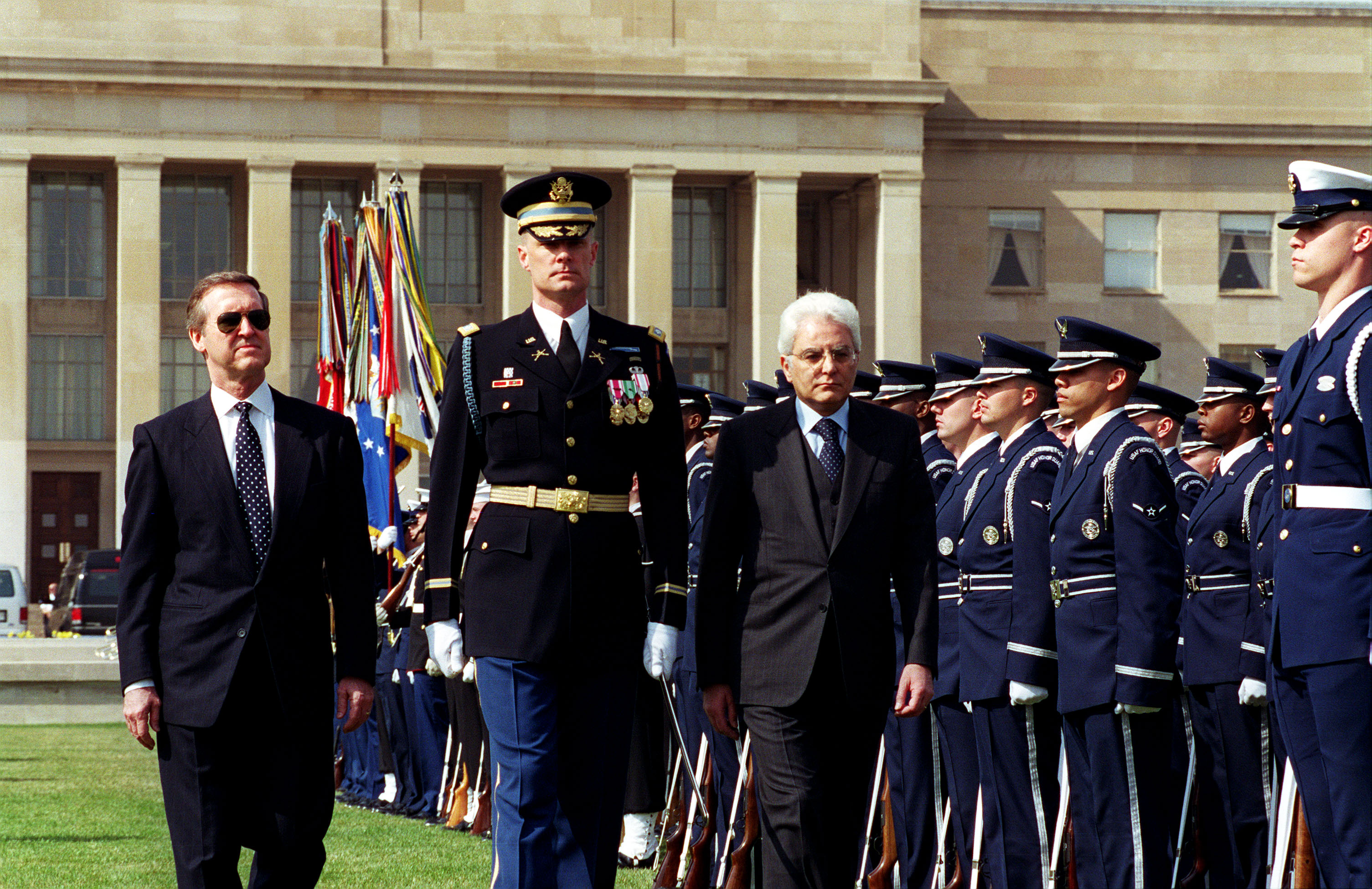
미국의 국방부 장관 윌리엄 코헨과 함께(2000년 3월)

마타렐라는 1996년 총선 때 볼로냐 출신 경제학자이자 중도좌익연합 올리브 나무(L'Ulivo)의 지도자였던 로마노 프로디의 첫 지지자였다. 총선에서 중도좌익 세력이 승리하자, 그는 인민당의 원내대표로 선출되었다. 1998년 프로디 정권이 붕괴되고 마시모 달레마의 민주사회당이 집권하자, 그는 부총리 겸 국방부 장관으로 임명되었다. 국방부 장관으로서, 그는 나토가 슬로보단 밀로셰비치 정권에 반대하며 유고슬라비아에 폭탄을 투척한 것에 지지를 표했다. 그는 육군 개혁 작업을 펼치면서 징병제를 폐지한 군에 지지를 보냈다. 2000년 달레마가 사퇴한 뒤에도, 새로 집권한 줄리아노 아마토 총리 하에서 계속 국방부 장관을 지냈다.
2000년 10월 인민당이 기타 정당들과 함께 중도주의연합인 라 마르게리타(La Margherita)를 결성했고, 그는 2001년과 2006년 총선에서 올리브 나무와 연합을 잇는 라 마르게리타 소속의 의원으로 당선되었다. 그 후 2007년 그는 민주당을 창당하였다. 이는 연합, 라 마르게리타, 민주좌파당(공산당의 후신) 등 다양한 중도 ~ 좌익정당들을 포함한 큰 텐트 방식으로 창당되었다.
2011년 10월 5일 조르조 나폴리타노 대통령의 지명으로 국회에서 572표를 얻어 헌법재판소의 재판관으로 선출되었고, 11일 정식으로 업무 수행을 시작했다.

### 2015년 대통령 선거

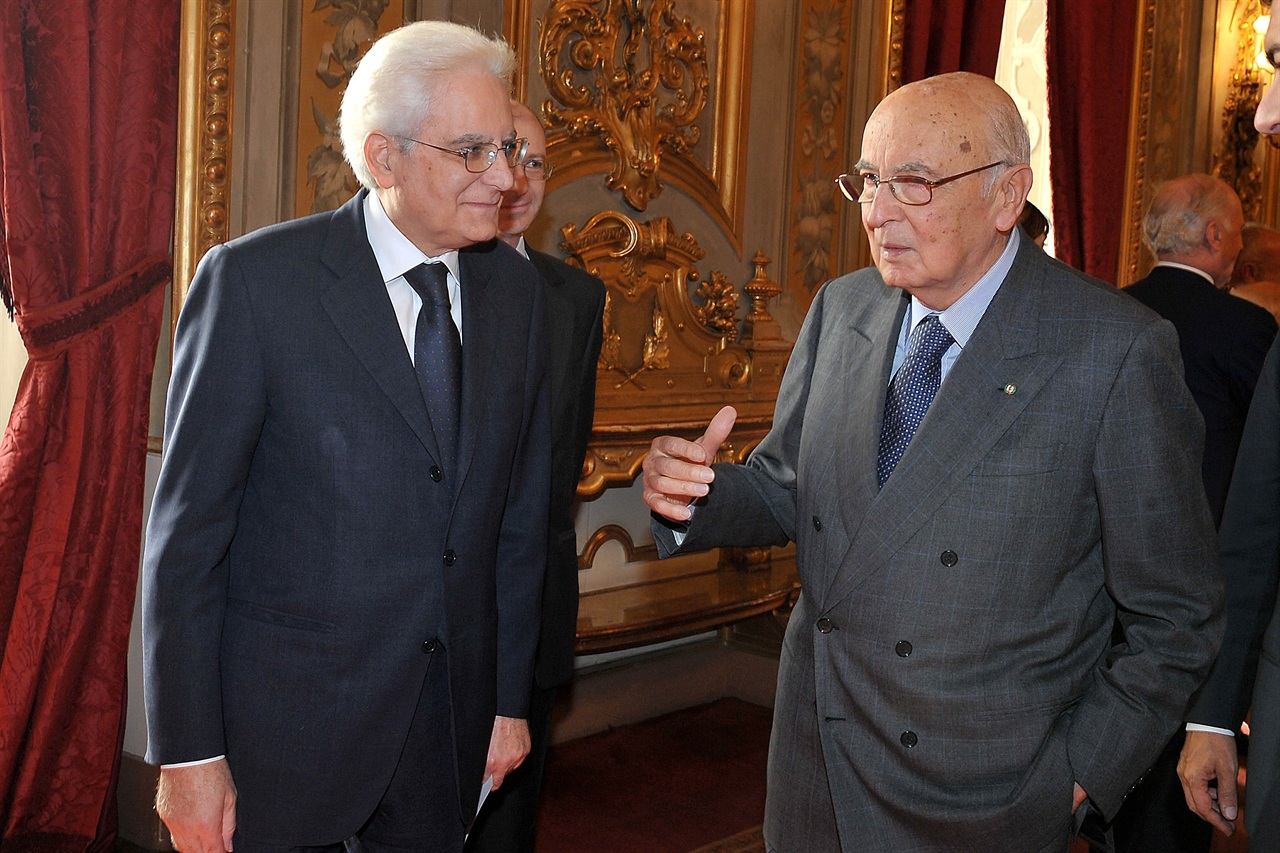
전 대통령 조르조 나폴리타노와 함께

2015년 1월 31일 대통령 선거에서 4차 무기명 투표 때 1009표 중 665표를 얻어 무소속 페르디난도 임포시마토를 누르고 당선되었다.
그는 마테오 렌치 총리의 추천을 받아 출마했으며, 소속 정당인 민주당의 지지를 받았다. 그는 2013년 사상 최초로 재선되었다가 2015년 건강상의 이유로 사임한 최장기 집권 대통령 조르조 나폴리타노의 후임자가 되었다.
당선 당일 그는 1940년대에 일어났던 아르데아니테 학살 현장을 방문했다. 그는 "유럽과 전 세계는 신세대의 테러를 일으키려는 일을 막기 위해 꼭 뭉쳐야 합니다"라고 말했다. 2월 3일 취임식과 함께 정식으로 업무 수행을 시작했다.

## 평가
그는 조용한 학자 스타일로 유명하다.

## 가족 관계
그는 마리사 키아체세와 결혼했으나, 2012년 사별했다. 그녀와 사이에서 2남 1녀를 낳았다.

## 역대 선거 결과
| 선거명      | 직책명            | 대수 | 정당   | 득표율 | 득표수 | 결과 | 당락 |
| ----------- | ----------------- | ---- | ------ | ------ | ------ | ---- | ---- |
| 2015년 선거 | 이탈리아의 대통령 | 12대 | 무소속 | 65.91% | 665표  | 1위  |      |
| 2022년 선거 | 이탈리아의 대통령 | 12대 | 무소속 | 75.22% | 759표  | 1위  |      |